# Международная меридианная конференция

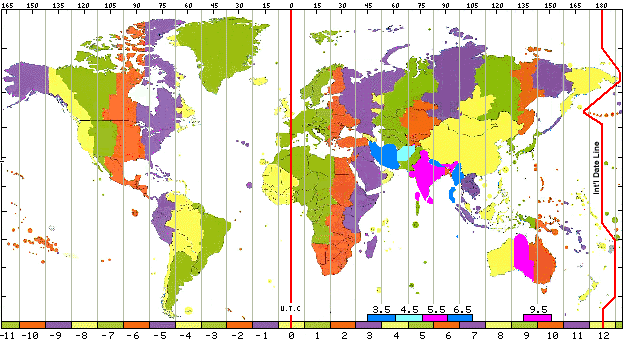
Карта мира с разделением зон на часовые пояса. Прямая вертикальная красная линия по центру обозначает Гринвичский меридиан

Международная меридианная конференция прошла в октябре 1884 года в Вашингтоне. Целью этой конференции было обсуждение и, если возможно, выбор меридиана, подходящего для применения как общий ноль долготы и стандарт времяисчисления по всему миру. Как следует из заголовка сборника материалов конференции, её целью была фиксация первичного (нулевого) меридиана и всемирных (универсальных) суток.

## Предпосылки проведения
Унификации времени во всемирном масштабе не было практически до конца XIX века. В каждой стране, а иногда и в регионе (в зависимости от размера страны) существовало своё местное время, никак не связанное с каким-то единым временем. Идея унификации мирового времени возникла уже давно, поскольку отсутствие единых стандартов отсчёта времени создавало многочисленные трудности на практике, особенно в международной торговле и на транспорте.
Появление железных дорог сделали возможным передвижения на отдалённые расстояния в считанные часы, однако нередко возникали ситуации, когда время отбытия и время прибытия непропорционально отличались друг от друга, потому что каждый железнодорожный вокзал имел своё установленное время и расписание, не было единого отсчёта времени.
В повестке дня III Международного географического конгресса, собравшегося в Венеции в сентябре 1881 года, стояли вопросы об установлении всемирного нулевого меридиана и единого стандартного времени. В октябре 1883 года в Риме состоялась VII Международная геодезическая конференция, где основными вопросами также были выбор нулевого меридиана и проблема унификации времени. Эта научная конференция своими заключениями подготовила почву для проведения в ближайшее время международного совещания по вопросам унификации долготы и времени, предложенного правительством США.

## Подготовка и участники
В 1882 году Государственный департамент направил письма своим представителям за границей для выяснения отношения других стран к проведению такой конференции в США — в стране, которая являлась на тот момент самой протяжённой по долготе страной с развитой сетью железнодорожных и телеграфных линий. Ответы на предложение были положительными. В конце 1883 года всем странам, находящимся в дипломатических отношениях с США, были разосланы приглашения с просьбой делегировать своих представителей на конференцию, открывающуюся 1 октября 1884 года.
На конференции присутствовал 41 делегат из 25 государств:

| - Австро-Венгрия - Бразильская империя - Венесуэла - Германская империя - Гватемала - Дания - Доминиканская Республика | - Испания - Италия - Колумбия - Гавайи - Коста-Рика - Мексика | - Нидерланды - Османская империя - Парагвай - Российская империя - Сальвадор - Великобритания | - США - Франция - Чили - Шведско-норвежская уния - Швейцария - Япония |

Кливленд Эббе и Льюис Моррис Резерфорд были делегатами от США, Луис Крулс — от Бразилии, Кирилл Струве — от Российской империи, Джон Кух Адамс — от Соединённого королевства, Пьер Жюль Сезар Жансен — от Франции, Франсиско Видаль Гормас — от Чили, Кикути Дайроку — от Японской империи.
Большинство делегатов — профессиональные дипломаты, хотя некоторые страны прислали также научных и технических представителей. Конференция продолжалась в течение месяца, делегаты собирались восемь раз, заключительное заседание состоялось 1 ноября 1884 года, протоколы конференции заняли более двухсот страниц.

## Выбор нулевого меридиана
На конференции обсуждались 5 основных вариантов точки отсчёта:
- меридиан Парижской обсерватории;
- меридиан Ферро (известный ещё с древности);
- меридиан на Азорских островах;
- меридиан в Беринговом проливе;
- меридиан Гринвича (к тому времени давно используемый на морских картах).

При обсуждении этих и других вариантов появилось ещё одно предложение, которое выдвинул Сэндфорд Флеминг, представляющий Канаду. Он заявил, что в качестве нулевого меридиана должен быть выбран меридиан, отстоящий от гринвичского на 180°, так как, пересекая Тихий океан, он обладает всеми достоинствами гринвичского и вместе с тем является нейтральным (за «нейтральность» выступала Франция). В поддержку этого предложения Флеминг попросил разрешения зачитать мнение директора Пулковской обсерватории Отто Струве, высказанное им в докладе в Императорской Академии наук Санкт-Петербурга 30 сентября 1880 года. Мнение Отто Струве было зачитано, но предложение Флеминга не было принято. Зато приведённая Флемингом таблица, показывающая число и грузоподъемность судов, пользующихся различными нулевыми меридианами для определения своей долготы, оказала большое влияние на окончательное решение.
В процессе переговоров стало ясно, что парижский вариант не наберёт большинства голосов. Азорские острова и Берингов пролив не получили поддержку ввиду отсутствия обсерваторий и телеграфной связи, что в то время было решающим аргументом. Меридиан острова Ферро также не получил широкой поддержки. Конференция выбрала в качестве нулевого меридиана земного шара гринвичский меридиан. Результат голосования был следующим: 22 голоса — за, 1 — против (Доминиканская республика) и 2 воздержались (Франция и Бразилия).

## Итоговый документ
Итоговый документ конференции включал в себя следующие резолюции (суть изложена в сокращённой формулировке):
1. Рекомендовалось принять для всех стран единый нулевой меридиан вместо нескольких существующих. (Принята единогласно.)
2. Предлагалось принять за такой единый меридиан тот, что проходит через главный телескоп Гринвичской обсерватории. (За: 22, против: 1, воздержались: 2.)
3. Долгота должна отсчитываться на 180° на восток и запад от данного меридиана. (За: 14, против: 5, воздержались: 6.)
4. Предлагалось применение всемирных (универсальных) суток, где это будет признано удобным и не создаст помех для обычного времяисчисления. (За: 23, воздержались: 2.)
5. Всемирные (универсальные) сутки — это средние солнечные сутки, за начало которых во всём мире принимается момент средней полночи на нулевом меридиане, их отсчёт должен производиться от 0 до 24 часов. (За: 15, против: 2, воздержались: 7.)
6. Выражалась надежда, что с появлением практической возможности астрономические и навигационные сутки также будут начинаться в среднюю полночь. (Принята единогласно.)
7. Выражалась надежда на дальнейшие исследования для распространения десятичной системы счисления углов и времени везде, где это даёт реальные преимущества. (За: 21, воздержались: 3.)

Делегация от Российской империи, которую возглавлял чрезвычайный посланник и полномочный министр в США Кирилл Струве, поддержала все семь резолюций.
Три основные резолюции, в которых говорится о целесообразности применения единого нулевого меридиана, всемирных суток и десятичного отсчета углов и времени, были приняты почти единогласно. При утверждении трех специальных резолюций, определяющих нулевой меридиан и всемирное время (всемирные сутки), Великобритания и США вместе с большинством стран проголосовали «за», тогда как Бразилия, Франция и Доминиканская республика воздержались или проголосовали против. Австро-Венгрия, Германия, Италия, Нидерланды, Испания, Швеция, Швейцария и Турция поддержали блок Великобритании и США в выборе гринвичского меридиана, но воздержались или проголосовали против принятия других резолюций. Важнейшим итогом конференции была рекомендация применения гринвичского времени в качестве всемирного времени.
Резолюция 4 была наиболее близка к вопросу о разделении земного шара на часовые пояса. Выступивший на этом заседании представитель делегации США В. Ф. Аллен, секретарь железнодорожного ведомства, подчеркнул достоинства системы стандартного (поясного) времени (введению которой он во многом содействовал) применительно к обыденной жизни и предложил использовать всемирное время для научных целей и в международной телеграфной связи. Отвечая тем, кто говорил о важности точного местного времени, Аллен привёл в пример некоторые страны, где уже действует стандартное время, — Великобритания с 13 января 1848 года применяет гринвичское время, Швеция с 1 января 1879 года живёт по времени 15-го меридиана к востоку от Гринвича, США и Канада перешли на систему часовых поясов 18 ноября 1883 года — без наличия каких-либо побочных эффектов или неудобств.
Резолюция 4 была посвящена общим положениям, в ней не говорилось об обязательном введении системы часовых поясов, поэтому она была принята почти единогласно.

## Отклонённые резолюции
Одна из резолюций, предложенных Великобританией перед самым концом конференции, рекомендовала применение поясного времени в обыденной жизни с интервалом 10 мин, то есть привязку к меридианам с промежутками в 2,5° — аналогичную систему предложил шведский астроном Гильден. Однако это предложение Великобритании было отклонено.